# Henning Schlüter
Pour les articles homonymes, voir Schlüter.
Henning (Behrend) Schlüter, né le 1er mars 1927 à Hambourg, ville où il est mort le 20 juillet 2000, est un acteur allemand.

## Biographie
Au cinéma, Henning Schlüter débute dans le film allemand Die blauen Schwerter (de) de Wolfgang Schleif (1949, avec Hans Quest et Ilse Steppat). Ultérieurement, mentionnons Un, deux, trois de Billy Wilder (film américain, 1961, avec James Cagney et Horst Buchholz), Ludwig ou le Crépuscule des dieux de Luchino Visconti (film franco-germano-italien, 1972, avec Helmut Berger et Romy Schneider), ainsi que Le Tambour de Volker Schlöndorff (film franco-germano-polonais, 1979, avec David Bennent et Mario Adorf).
Son dernier film est Killer Kondom de Martin Walz (film germano-suisse, 1996, avec Udo Samel et Peter Lohmeyer), sorti quatre ans avant sa mort à 73 ans, en 2000.
À la télévision, il contribue à cinquante-neuf téléfilms diffusés entre 1960 et 2000, dont Un train pour Petrograd de Damiano Damiani (1988, avec Ben Kingsley et Leslie Caron).
S'ajoutent des séries de 1967 à 1998, dont Le Renard (quarante-deux épisodes, 1977-1984), la mini-série La Nouvelle Malle des Indes de Christian-Jaque (1982) et Tatort (trois épisodes, 1976-1997).
Par ailleurs acteur de théâtre, Henning Schlüter se produit notamment à Berlin.

## Filmographie partielle

### Cinéma
- 1949 : Die blauen Schwerter (de) de Wolfgang Schleif : l'apprenti apothicaire
- 1961 : Un, deux, trois (One, Two, Three) de Billy Wilder : Dr Bauer
- 1963 : L'Opéra de quat'sous (Die Dreigroschenoper) de Wolfgang Staudte : le pasteur Kimball
- 1966 : Ganovenehre de Wolfgang Staudte : le premier faux policier
- 1972 : Ludwig ou le Crépuscule des dieux (Ludwig) de Luchino Visconti : le ministre Fistermeister
- 1972 : Quoi ? (Che ?) de Roman Polanski : Catone
- 1973 : Les Noces de cendre (Ash Wednesday) de Larry Peerce : le joueur de bridge
- 1974 : Le Dossier Odessa (The Odessa File) de Ronald Neame : Ludwig Erhard
- 1975 : Le Dernier Cri (Der letzte Schrei) de Robert van Ackeren : Dr Schatz
- 1976 : Une vie gâchée (Verlorens Leben) d'Ottokar Runze
- 1977 : Il mostro (Qui sera tué demain ?) de Luigi Zampa
- 1979 : Le Tambour (Die Blechtrommel) de Volker Schlöndorff : Dr Hollatz
- 1996 : Killer Kondom (Kondom des Grauens) de Martin Walz : Robinson

### Télévision

#### Séries
- 1973 : Les Nouvelles Aventures de Vidocq, saison 2, épisode 7 Vidocq et Compagnie : Me Fayard
- 1976 : Inspecteur Derrick (Derrick), épisode 7 Un triste dimanche (Keinschöner Sonntag) de Leopold Lindtberg : M. Schunk
- 1976-1997 : Tatort, saison 7, épisode 6 Fortuna III (1976) de Wolfgang Becker : le capitaine ; saison 22, épisode 9 Tod eines Mädchens (1991) : Johannes Bading ; saison 28, épisode 14 Mord hinterm Deich (1997) : Wirt Krüger
- 1977-1984 : Le Renard (Der Alte), saisons 1 à 8, 42 épisodes : le commissaire divisionnaire Franz Millinger
- 1982 : La Nouvelle Malle des Indes, mini-série (en 7 épisodes) de Christian-Jaque : Schulz
- 1995 : Mission top secret (titre original), saison 2, épisodes 5 à 8 Le Retour du dinosaure (Return of the Dinosaur, en 4 parties) et épisodes 9 à 12 La Voix d'or (The Golden Voice, en 4 parties) : le commissaire Hoffmeier

#### Téléfilms
- 1966 : La Belle Vie (Leben wie die Fürsten) d'Helmut Käutner : le deuxième soldat
- 1967 : Frank V, opéra d'une banque privée (Frank V. – Die Oper einer Privatbank) de Friedrich Dürrenmatt : Piaget
- 1968 : Der Reformator de Rudolf Jugert : Staupitz
- 1969 : Christophe Colomb ou la Découverte de l'Amérique (Christoph Kolumbus oder die Entdeckung Amerikas) d'Helmut Käutner : Koch
- 1970 : Scheidung auf englisch d'Ottokar Runze : le major Ruppert
- 1971 : Ein Fall für Herrn Schmidt de Falk Harnack : un ministre
- 1972 : Nicht nur zur Weihnachtszert de Vojtěch Jasný : un ministre
- 1979 : Ein Mord, den jeder begeht de Claus Peter Witt : Robert Veik
- 1986 : Das Geheimnis von Lismore Castle de Franz Josef Gottlieb : Jerry Miller
- 1988 : Un train pour Petrograd (Il treno di Lenin) de Damiano Damiani (également diffusé en mini-série) : un général